# Marcus Æmilius Lepidus (préteur en -218)
Pour les articles homonymes, voir Aemilius Lepidus.
Marcus Aemilius Lepidus est un homme politique de la République romaine de la fin du IIIe siècle av. J.-C., durant la deuxième guerre punique.

## Famille
Il est membre des Aemilii Lepidi, branche de la famille patricienne des Aemilii. Il est le fils de Marcus Aemilius Lepidus, consul en 232 av. J.-C., et le petit-fils de Marcus Aemilius Lepidus, consul en 285 av. J.-C. Son nom complet est Marcus Aemilius M.f. M.n. Lepidus. Il a deux frères prénommés Quintus et Lucius. Il est le père de Marcus Aemilius Lepidus, consul en 187 av. J.-C.

## Biographie

### Préture (218)
En 218 av. J.-C., il est préteur en Sicile, alors que la deuxième guerre punique, débutée en 219 av. J.-C., a désormais pour théâtre d'opération la péninsule italienne, où Hannibal a pénétré en  franchissant les Alpes. Durant ce même temps, une flotte carthaginoise tente d'aborder l'Italie en contournant la Sicile par le détroit de Messine. Il échoit alors à Marcus Aemilius d'organiser une première défense, terrestre, des villes de Sicile sous domination romaine, ce qu'il fait avec l'aide de Hiéron II de Syracuse, qui contrôle alors la pointe sud-est de l'île. Peu de temps après, le consul Tiberius Sempronius Longus, de passage en Sicile afin d'en renforcer la défense, confie à Marcus Aemilius une flotte de cinquante navires.

### Préture suffect (216)
Marcus Aemilius est mentionné par Tite-Live pour l'année 216 av. J.-C., peu après la bataille de Cannes, assurant des fonctions normalement dévolues au praetor urbanus. Il ne fait pas partie des préteurs élus dont Tite-Live donne une liste et il peut s'agir d'une erreur mais il est tout à fait possible qu'il ait été nommé comme préteur suffect pour remplacer Publius Furius Philus, praetor urbanus sérieusement blessé durant un raid en Afrique, ou un autre préteur, Lucius Postumius Albinus, tué en Gaule,.
Marcus Aemilius consulte le Sénat au sujet des Pétéliens, peuples des Bruttiens, qui réclament une assistance de la part de Rome face aux Carthaginois et aux autres peuples Bruttiens qui ont renoncé à leur alliance avec les Romains. Le Sénat annonce son incapacité à venir en aide à des alliés si lointains et les Pétéliens commencent à se retrancher dans leurs villes.
Marcus Aemilius intervient une nouvelle fois au sujet du recrutement de nouveaux membres pour consolider le Sénat devenu quasiment désert après les pertes importantes subies lors du désastre de Cannes en août de cette même année. Un dictateur est nommé, qui a déjà été censeur par le passé, Marcus Fabius Buteo, pour désigner de nouveaux membres,.
En 216 av. J.-C., il organise, avec ses deux frères, des jeux funèbres pendant trois jours en l'honneur de son père,.

### Decemvir sacris faciundis(211)
En 211 av. J.-C., Marcus Aemilius succède à son défunt cousin Manius Aemilius Lepidus Numida comme decemvir sacris faciundis,.